# Kerkstraat 3 (Eemnes)
Kerkstraat 3 is een rijksmonument aan de Kerkstraat in Eemnes in de provincie Utrecht. 
Pand heeft een sobere topgevel, de gevel vormt een geheel met die van het buurnummer 3A. 